# Skibidi
Skibidi – singel rosyjskiego zespołu muzycznego Little Big, wydany 5 października 2018 roku.
Piosenka stała się memem internetowym pod koniec 2018 roku, częściowo z powodu „Skibidi Challenge”. Piosenka zadebiutowała na pierwszym miejscu w Tophit w Rosji, gdzie pozostała przez dwa tygodnie.
„Skibidi” znajduje się w ścieżce dźwiękowej do Just Dance 2020. 
Singel zdobył status platynowej płyty na terenie Polski. 

## Teledysk
Teledysk do „Skibidi” został opublikowany wraz z singlem 5 października 2018 roku. Od 11 maja 2020 wideo zostało wyświetlone prawie 0,5 miliarda razy. Teledysk wyreżyserowała producentka zespołu, Alina Pasok wraz z wokalistą Little Big, Iliją Prusikinem.

### Skibidi Challenge
Kiedy teledysk do utworu stał się popularny, Little Big wezwał fanów do publikowania własnych filmów, oznaczonych hasztagiem „Skibidi Challenge” (zapis stylizowany: #skibidichallenge).